# Parafia Jackson
Parafia Jackson (ang. Jackson Parish) – parafia cywilna w stanie Luizjana w Stanach Zjednoczonych. Obszar całkowity parafii obejmuje powierzchnię 580,28 mil2 (1 502,92 km²). Według danych z 2010 r. parafia miała 16 274 mieszkańców. Parafia powstała w 1845  roku i nosi imię Andrew Jacksona, siódmego prezydenta Stanów Zjednoczonych.

## Sąsiednie parafie
- Parafia Lincoln (północ)
- Parafia Ouachita (północny wschód)
- Parafia Caldwell (południowy wschód)
- Parafia Winn (południe)
- Parafia Bienville (zachód)

## Miasta
- Chatham
- Eros
- Jonesboro

## Wioski
- East Hodge
- Hodge
- North Hodge
- Quitman